# Обвинения Израиля в апартеиде
Обвинения израильских властей в проведении политики апартеида — критика различными политическими и общественными деятелями и организациями существующей системы взаимоотношений между израильскими властями и арабскими жителями оккупированных Израилем территорий сектора Газа (до 2005 года) и Западного берега реки Иордан, которые, в отличие от еврейских поселенцев на этих территориях, не обладают израильским гражданством. В ряде случаев обвинения израильских властей в апартеиде высказываются общественными деятелями после посещения ими этих территорий и знакомства с ситуацией там. В 2024 году Международный суд ООН признал Израиль виновным в нарушении Статьи 3 Международной конвенции о ликвидации всех форм расовой дискриминации, отдельно осуждающей апартеид и расовую сегрегацию.
Противники этой критики называют её политической клеветой, указывая на то, что авторы и распространители такой критики не учитывают проблемы безопасности Израиля, тем самым, по их мнению, проявляя предвзятость и антисемитизм.
Кроме того, ряд источников обвиняет Израиль в апартеиде по отношению к его собственным гражданам арабской национальности и гражданам Израиля нееврейского происхождения. Другие источники такие обвинения отвергают.
В Израиле расовая дискриминация запрещена. Государство Израиль официально осуждает все формы расовой дискриминации. По заявлению правительства Израиля, оно проводит последовательную политику, направленную на запрещение подобной дискриминации.

## Предыстория
В 1967 году, в результате Шестидневной войны, Израиль оккупировал Западный берег реки Иордан и сектор Газа, до этого оккупированные в ходе Арабо-израильской войны 1947—1949 годов, соответственно, Трансиорданией и Египтом. Израиль не аннексировал вновь приобретённые земли и не выдал своего гражданства их населению, однако стал создавать там поселения и поощрять их заселение евреями, гражданами Израиля.
В 2005 году, в ходе программы размежевания Израиль полностью ликвидировал свои поселения и вывел свои войска из сектора Газа, однако, после прихода там к власти в 2007 году движения ХАМАС, держит (до 2011 года — вместе с Египтом) его в блокаде, условия которой были значительно ослаблены в 2010 году.
Удерживаемые им территории на Западном берегу реки Иордан Израиль рассматривает как спорные, судьба которых должна быть решена в результате переговоров. Ряд источников считает, что создание Израилем поселений на этих территориях противоречит 49 статье Четвёртой женевской конвенции 1949 года (о перемещении населения оккупирующей державы на занятую ей территорию). Однако Израиль заявляет, что в данном случае эта статья не применима, поскольку, «контролируемые им территории ранее не принадлежали ни одному государству».

## Обвинения в апартеиде по отношению к жителям оккупированных территорий
В группу критиков израильских властей в проведении политики апартеида включают архиепископа Туту, бывшего американского президента Джимми Картера, левых и арабских депутатов Кнессета, Ури Дэвиса, сирийское правительство, студенческие группы в США, Канаде, Великобритании (во многих университетах проводятся мероприятия «Неделя израильского апартеида»), Конгресс Южно-Африканских профсоюзов, бывшего помощника президента США по национальной безопасности Збигнева Бжезинского, Канадский союз государственных служащих, израильскую организацию «Бецелем».

### Суть обвинений

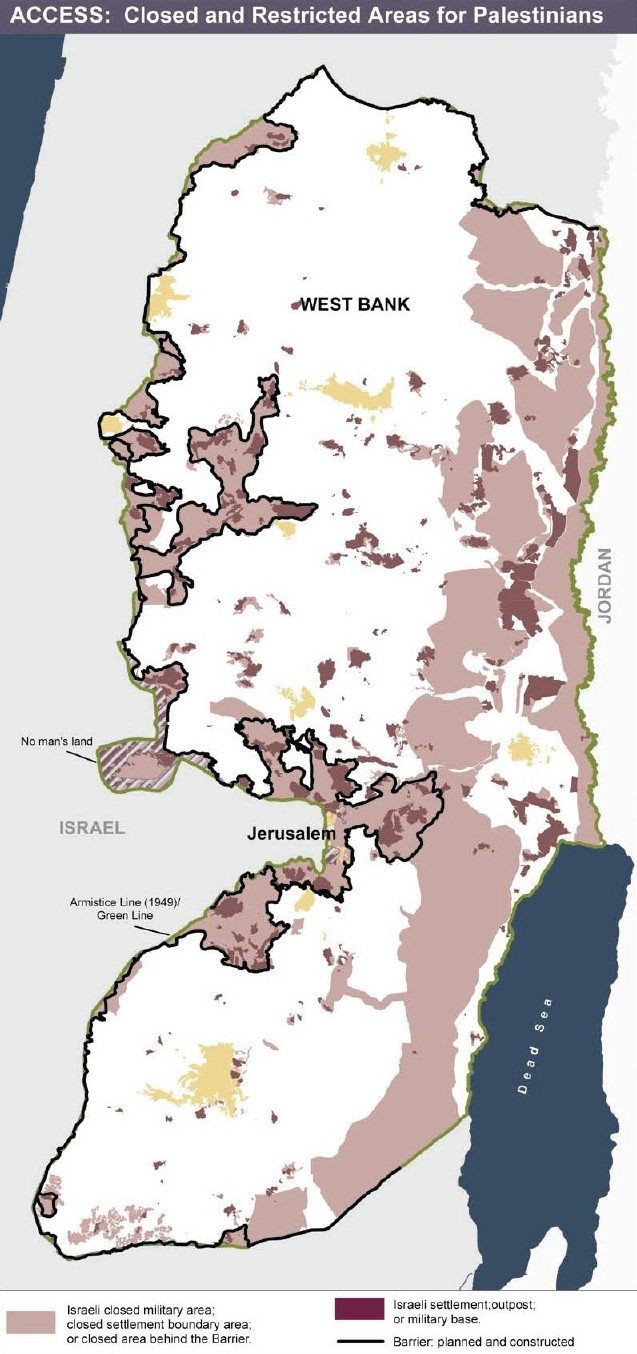
Западный Берег реки Иордан (на 2006 г.). Красный и розовый цвета — зоны, где палестинцам запрещено находиться без разрешения военной администрации. Чёрная линия — разделительный барьер, согласно плану строительства на 2006 год.

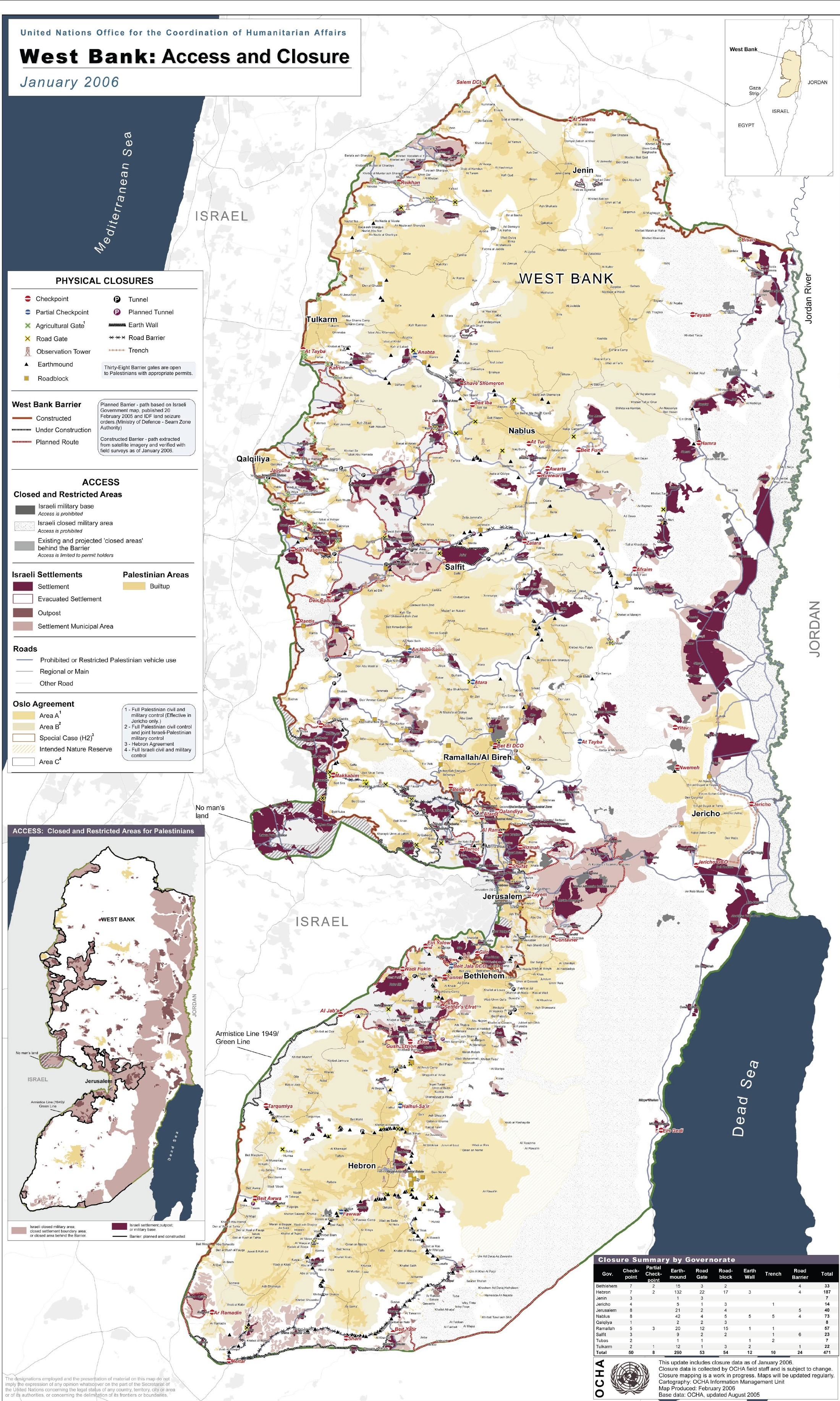
Западный берег. Зоны А, B и С, включая израильские поселения, дороги, блокпосты, разделительный барьер и закрытые военные зоны

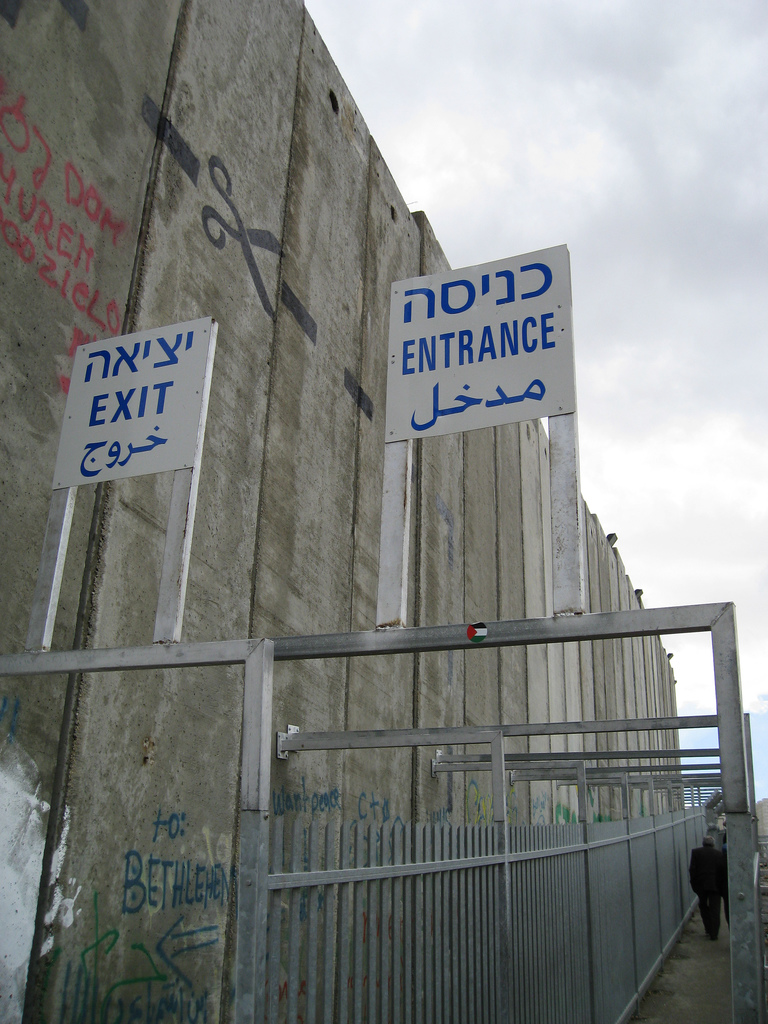
Разделительная стена и КПП в районе Вифлеема.

Критики Израиля обвиняют его в создании на Западном Берегу ситуации, сходной с ситуацией в ЮАР при апартеиде. Среди обвинений:

#### Юридическое неравноправие
- На граждан Израиля, живущих в поселениях на оккупированных территориях, распространяются законы Израиля, и они обладают всеми правами граждан Израиля. В то же время жители оккупированных территорий подчиняются иорданскому кодексу законов и управлению военной администрации. Таким образом, на одной территории проживают 2 группы людей, обладающие разными правами, при этом у одной группы людей (поселенцы) прав гораздо больше, чем у другой (палестинцы). Эта ситуация, по мнению ряда авторов, идентична ситуации в ЮАР, где лица различной национальности пользовались различными правами, в частности, чёрные, как и палестинцы, не имели права голоса и свободы передвижения.
- Брак между гражданами Израиля и палестинцами разрешён, однако палестинский супруг или супруга не получают автоматически право проживать на территории Израиля, равно как и дети от такого брака старше 12 лет[17] (см. подробней ниже).

#### Отчуждение земель в пользу поселенцев и ограничения передвижения
- По данным организаций «Бецелем» и «If Americans Knew», после оккупации более 50 % земель Западного Берега под тем или иным предлогом было переведено государством Израиль в государственные владения или под государственный контроль[18][19].

По данным израильской организации «Шалом Ахшав», 39 % находящихся в распоряжении поселений земель де-юре принадлежит палестинским землевладельцам. Ряд данных, приводимых организацией «Шалом Ахшав», оказались не соответствующими действительности.
Согласно «Бецелем», основными методами перевода земель под государственный контроль Израиля были:
- - Объявление земли «государственной».
Этот процесс начался в 1979 году и был основан на «манипулятивном» использовании законов Оттоманской империи, касающихся землевладения на оккупированных территориях. «Зачастую палестинские землевладельцы узнавали о том, что их земля стала государственной» слишком поздно, и уже не могли обжаловать это решение[23].
  - Отчуждение под военные нужды.
  - Объявление земли «покинутой собственностью», что, согласно израильским законам, переводит эту собственность во владение государства[19].
- На перешедших под государственный контроль землях стали создаваться еврейские поселения, дороги и инфраструктура. Согласно «Бецелем», палестинцам, как правило, вообще запрещено пользоваться этими дорогами и заходить без особого разрешения военной администрации в еврейские поселения, объявленные израильской армией закрытыми военными зонами[24]. Однако израильские граждане и иностранные туристы пользуются этими дорогами и могут посещать эти поселения беспрепятственно.
- В 1993 году между Израилем и ООП были подписаны Соглашения в Осло. Согласно им, территория Западного берега реки Иордан была разделена на зоны А, В и С. Зона А передавалась под полный гражданский и военный (полицейский) контроль Палестинской национальной администрации (ПНА), зона В находилась под совместным военным контролем ПНА и Израиля и под гражданским контролем ПНА, а зона С находилась под частичным гражданским и полным военным контролем Израиля. При этом, зона А охватывала 18 % территории, и в ней проживало более 55 % палестинского населения Западного Берега реки Иордан, зона В: 21 % территории и 41 % населения, зона С: 61 % территории и 4 % населения, соответственно[25]. В свою очередь, зоны А и B состоят из 227 анклавов, разделённых участками зоны С, находящейся под полным контролем Израиля. Сообщение между этими анклавами полностью контролируется Израилем, и часто крайне затруднено из-за блокад, блокпостов и необходимости использовать дальние объездные пути из-за того, что значительная часть дорог в израильской зоне закрыта для использования палестинцами[26]. При этом около 40 %[27] территории Западного Берега находится под израильской инфраструктурой (поселения, военные базы, дороги, стена безопасности, заповедники) и закрыты для использования палестинским населением. Израиль объясняет эти ограничения требованиями обеспечения безопасности его жителей.
- Израильская армия и поселенцы (количество которых составляет примерно 364 тысяч человек, включая Восточный Иерусалим) контролируют и используют около половины территории Западного Берега, в то время как палестинцы также занимают примерно половину территории, но их численность примерно в 7 раз больше и составляет 2 млн 460 тысяч человек[28]. Эта ситуация напоминает некоторым авторам ситуацию в ЮАР при апартеиде, когда белое меньшинство владело наибольшей частью территории и, обладая всеми правами, могло свободно передвигаться по стране, в то время как чёрное большинство не имело право покидать бантустаны (хоумленды) без особого разрешения. Правительство ЮАР заявляло, что чёрные обладают всей полнотой прав в бантустанах, а некоторые бантустаны были даже объявлены правительством ЮАР «независимыми государствами». Израиль также заявляет, что, так как оккупированные территории не являются частью Израиля, то на палестинцев не распространяются права израильских граждан, и что палестинцы в зонах, находящихся под контролем ПНА, пользуются всей полнотой прав.

#### Разделительный барьер
Ряд авторов и организаций рассматривает создание разделительного барьера между еврейскими поселениями и землями, населёнными палестинцами, как проявление апартеида. В результате создания разделительного забора многие палестинские деревни оказались изолированы друг от друга, от источников воды или от земледельческих участков. Из-за невозможности добраться до места работы или до земельных участков резко пострадало экономическое положение палестинцев, около 160 км² их земель было конфисковано для возведения стены. Некоторые населённые пункты оказались практически окружёнными стеной со всех сторон. Так, город Калькилия с населением в 40 000 человек окружён разделительным барьером со всех сторон, и выход из него возможен только через один израильский блокпост с 7 утра до 7 вечера. Комментаторы считают, что город стал представлять собой типичное гетто. Израиль объясняет создание разделительного барьера необходимостью защиты от проникновения террористов-смертников. И действительно, с его постройкой количество терактов резко сократилось; даже террористы признали барьер эффективным средством противодействия террору.
Кроме того, палестинцы подвергаются различным ограничениям в правах, которых в ЮАР не было (большое количество блокпостов на небольшой территории, препятствующих перемещению, разделительный барьер, блокады, военные операции со стороны Израиля и другое). По мнению Монди Макхании, редактора южноафриканской газеты «Sunday Times», высказанном после посещения оккупированных территорий, ситуация там намного хуже, чем в ЮАР при апартеиде:

Узнавая обо всём издалека, вы понимаете, что всё плохо, но не знаете, насколько плохо. Ничто не может подготовить вас к тому размаху зла, который вы видите здесь. В определённом смысле это гораздо, гораздо хуже всего, что пережили мы. Уровень апартеида, расизма и жестокости хуже, чем в худший из периодов апартеида у нас.
Режим апартеида считал чёрных низшей расой; мне кажется, что израильтяне вообще не считают палестинцев людьми. Как мог человеческий мозг изобрести это тотальное разделение, раздельные дороги, блокпосты? То, что пережили мы, было трижды ужасно — и всё же не идёт ни в какое сравнение! Здесь всё гораздо ужасней. Мы знали к тому же, что в один прекрасный день всё закончится, но здесь не видно конца. В конце туннеля — не свет, а ещё бо́льшая тьма.

При апартеиде белые и чёрные могли встречаться в определённых местах. Израильтяне и палестинцы больше не встречаются вообще. Полное разделение. Мне кажется, что израильтяне хотели бы, чтобы палестинцы просто исчезли. Ничего подобного не было у нас. Белые не желали исчезновения чёрных. Я видел поселенцев в Силуане, в Восточном Иерусалиме — это люди, которые стремятся изгнать других людей из их домов.— Опубликовано в статье Гидеона Леви в газете «Ха-Арец», 10.07.2008.

### Обвинения со стороны религиозных лидеров
В интервью британской компании BBC 29 апреля 2002 года, южноафриканский архиепископ, лауреат Нобелевской премии мира Десмонд Туту, известный своим негативным отношением к Израилю, организацией кампаний, направленных против Государства Израиль и неоднократно обвинявшийся в антисемитизме, обвинил Израиль в использовании политики апартеида по отношению к палестинцам.

Лауреат Нобелевской премии сказал, что он «глубоко озабочен» посещением Святой Земли, добавив, что ему «это очень напомнило о том, что произошло с нами, чёрными жителями Южной Африки».
<…>
Архиепископ атаковал политическую власть еврейских групп в США, сказав: «Люди боятся в этой стране назвать зло своим именем, потому что еврейское лобби сильно — очень сильно. Ну так что? Правительство апартеида (в ЮАР) было очень сильно, а теперь его нет».

### Обвинения со стороны ООН

#### Резолюция 3379 Генеральной Ассамблеи ООН (1975)
В 1975 году Генеральная ассамблея ООН приняла резолюцию, в которой ставила Израиль в один ряд с практикующими апартеид странами и называла сионизм формой расизма и расовой дискриминации, но в 1991 году эта резолюция была отменена.
В обращении к Генеральной ассамблее ООН в день принятия резолюции, Посол Израиля Хаим Герцог заявил, в частности, что эта резолюция представляет собой «ещё одно проявление ожесточённой антисемитской, анти-еврейской ненависти, которая вдохновляет арабское общество». В конце своей речи он сказал: «Для нас, еврейского народа, эта резолюция основана на ненависти, лжи и высокомерии, лишена всякого морального или юридического значения. Для нас, евреев, это не более чем кусок бумаги, и мы будем рассматривать его как таковой» — после чего разорвал копию резолюции, которую держал в руках.

#### Консультативное заключение Международного Суда ООН (2024)
В июле 2024 года Международный суд ООН в Гааге вынес консультативное заключение, в котором признал Израиль виновным в «системной дискриминации, основанной, в частности, на расе, религии или этническом происхождении» палестинцев и нарушении Статьи 3 Международной конвенции о ликвидации всех форм расовой дискриминации, отдельно осуждающей апартеид и расовую сегрегацию. European Journal of International Law отметили, что при размытости формулировки заключения из него следует, что «в лучшем случае» действия Израиля могут «ограничиваться "лишь" расовой сегрегацией, но также могут быть апартеидом». Заключение приветствовали такие международные правозащитные организации, как Human Rights Watch (HRW) и Amnesty International.

### Обвинения со стороны политических деятелей
В конце 2006 года вышла в свет книга бывшего американского президента от Демократической партии, правозащитника и лауреата Нобелевской премии мира от 2002 года Джимми Картера под названием «Палестина: мир, а не апартеид». В ней Картер подвергает резкой критике политику Израиля на Западном Берегу, являющейся, по его мнению, главным преткновением на пути мира на Ближнем Востоке, и сравнивает её с апартеидом. Картер заявляет, что он специально вынес скандальный и неприятный многим термин в название книги, чтобы привлечь к ней внимание и спровоцировать в США интерес и дискуссию по вопросу о политике Израиля на территориях. По мнению Картера, в США обсуждение этого вопроса табуированно, а СМИ поддерживают Израиль практически безоговорочно, не донося до общественного мнения нежелательную информацию.
В одном из интервью Джимми Картер в частности сказал:

«Когда Израиль захватывает землю глубоко внутри территории Западного Берега и соединяет [построенные там] 200 или около того поселений дорогами друг с другом, а потом запрещает палестинцам использовать такую дорогу, или даже перейти её, то это представляет собой худшее явление преступного разделения или апартеида, чем мы видели в Южной Африке»

Книга Картера была раскритикована за фактические ошибки и тенденциозность многими учёными, журналистами и политиками США.
Группа читателей книги подала иск в Манхэттенский федеральный суд США на сумму 4,5 миллиона долларов, обвиняя Картера «в очевидной лжи, намеренных упущениях и искажениях, нацеленных на продвижение его антиизраильской пропаганды».

### Депутаты израильского Кнессета
Израильская газета «Джерусалем пост» сообщила 15 мая 2006 года  (недоступная ссылка) (недоступная ссылка) о том, что Израиль был назван «государством апартеида» левыми членами Кнессета (израильский парламент), которые жёстко отреагировали на решение Верховного суда поддержать временный закон, запрещающий некоторым палестинским супругам израильских граждан проживать на территории государства Израиль. Захава Гальон (партия Мерец) заявила, «Верховный Суд мог бы принять смелое решение, а не опустить нас до уровня апартеидного государства».
Как и в 2006 году , Верховный суд Израиля отверг иск против запрета на воссоединение семей палестинцев и в 2012 году, на основании того, что Палестинская автономия де-факто является вражеским государством, и Израиль, желая защитить себя и своих граждан, имеет право «послать парня из Умм Эль-Фахма, женившегося на палестинке, жить в Дженин». В 2006 году Общая служба безопасности Израиля опубликовала отчет, согласно которому 40 % всех вовлеченных в террор арабов-жителей Израиля являются натурализованными гражданами, прибывшими в страну в рамках воссоединения семей.

### Палестинские общественные организации
Палестинская общественная организация PACBI (Palestinian Campaign for the Academic and Cultural Boycott of Israel, Палестинская кампания в поддержку научного и культурного бойкота Израиля) обратилась к группе Rolling Stones с просьбой отменить запланированный концерт в Израиле.

### «Недели израильского апартеида»
Ежегодно с 2005 года, в некоторых городах мира, проводятся «Недели израильского апартеида» (Israeli Apartheid Week), согласно их организаторам, протест направлен на «привлечение внимания к аналогии и поддержке движения международного бойкота против „израильского апартеида“». Согласно израильской «Джерусалем пост», «Недели» впервые были организованы в Торонто и на данный момент мероприятия «проводятся в течение 14 дней и в них принимают участие более 40 городов по всему миру».
Мероприятия обычно проходят с февраля по март и включают в себя различные образовательные программы, проведение встреч и лекций в университетах с известными сторонниками движения, просмотр и обсуждения тематических документальных фильмов, а также проводятся ралли и протесты.

#### Критика действий организаторов «Недели»
В апреле 2011 года 16 лидеров «чёрных» вузов США, входящих в ассоциацию «Vanguard Leadership Group», опубликовали открытое письмо с протестом против использования термина «апартеид» в отношении Израиля, считая его «не только ошибочным, но и клеветническим», и против «неприкрытой антиизраильской пропаганды», проводимой в рамках этой «Недели».
В интервью газете Jerusalem Post Майкл Хайес, президент «Vanguard Leadership Group», заявил, что такая «риторика» только препятствует достижению мира. В письме также говорится, что
Справедливость, правосудие и стремление к миру на Ближнем Востоке требует от нас немедленного прекращения использования термина «апартеид» применительно к Израилю.

## Критика обвинений Израиля в апартеиде
Фредерик Виллем де Клерк — президент ЮАР в 1989—1994 годах, под чьим руководством были отменены законы о расовой сегрегации — дал 21 июня 2015 года интервью ряду СМИ Израиля. 79-летний экс-президент и лауреат Нобелевской премии мира высказал однозначную позицию против обвинений Израиля в «апартеиде» и заявил, что Израиль не является страной «апартеида» и выступил против наложения международных санкций на Израиль.
Кеннет Мешо, член парламента Южной Африки и основатель Африканской христианско-демократической партии, выразил возмущение утверждениями о том, что Израиль — государство апартеида. По его словам, любой, кто знает, что такое на самом деле представляет собой апартеид, и при этом делает такие заявления об Израиле — «бессовестно лжёт»:

Апартеид был очень болезненным … Любой, кто утверждает, что Израиль является государством апартеида, фактически минимизирует это явление, которого попросту нет в Израиле! Я родился в Южной Африке 59 лет назад, и я пережил апартеид. Я могу заверить вас в том, что Израиль — не государство апартеида
По мнению профессора Роберта Вистрича, директора международного центра Сассона Видаля по исследованию антисемитизма в Еврейском университете в Иерусалиме, обвинение Израиля в апартеиде — это лишь «новая личина старого антисемитизма». Профессор Вистрич столкнулся с этими обвинениями ещё в 1973 году в одном из английских колледжей, но тогда эти взгляды были уделом разрозненных групп.

Сегодня, получив образование в Европе, эти люди заняли ключевые посты в своих государствах и даже встали во главе их правительств. Сегодня антисемитизм стал элементом международной политики, более организованным и финансируемым
…
Апартеид стал новой (хорошо забытой старой) мантрой левых радикалов во всем мире
…
Главной проблемой является невежество всего мира относительно истоков и целей сионистского движения

Отвечая инициаторам академического бойкота Израиля из Ассоциации университетских преподавателей Великобритании, профессор кафедры политологии Бар-Иланского университета Джеральд Штейнберг в докладе «Академическая свобода и её извращение: бойкот израильских университетов — уроки недавней истории», озвученном на международной конференции, посвящённой этой проблеме, указывает, что в Израиле безусловно существует академическая свобода, в отличие от режима апартеида в ЮАР. Он утверждает, что при формулировании суждений относительно Израиля на первый план выходят идеологически обоснованные обвинения, а затем делаются попытки правдами и неправдами подбирать под них факты. По его мнению, когда речь идет о политических процессах на Ближнем Востоке, каноны исследовательской деятельности и рационального анализа почему-то отбрасываются как ненужные. Он также обращает внимание, что некоторые палестинские ученые, такие как президент университета Эль-Кудс профессор Сари Нуссейба, осудили попытки подвергнуть бойкоту академическую деятельность в Израиле под предлогом борьбы с апартеидом.
Профессор Еврейского университета в Иерусалиме, главный научный сотрудник института имени Иоффе в Санкт-Петербурге Мирон Амусья, сравнивая режим апартеида в ЮАР и государственное устройство Израиля, пишет, что в Израиле нет ни малейших признаков апартеида. Блокпосты на дорогах, препятствующие передвижению террористов, не являются элементом апартеида. Профессор Амусья указывает, что в Израиле нет запретов, подобных южноафриканским «цветным вход запрещен». Он отметил, что правительство вкладывает большие средства в образование арабского населения, в частности, в строительство учебных заведений на территории ПНА. Критику Израиля в этой части он назвал «апартеидом наизнанку».
Профессор Стивен Плаут из университета Хайфы в публикации «Краткое объяснение арабо-израильской войны», составленной в виде списка мифов и их опровержений, пишет:

- Миф № 4. Израиль плохо обращается с арабами.

Правда № 4. К арабам под израильской властью относятся несоизмеримо лучше, чем к арабам, живущим под властью арабских режимов.
- Миф № 19. Палестинская борьба похожа на ту, что вели чёрные жители ЮАР против апартеида.

Правда № 19. Палестинская борьба похожа на борьбу судетских немцев в Чехословакии.
- Миф № 20. Израиль — это режим апартеида.

Правда № 20. Израиль — это единственное государство на Ближнем Востоке, которое не является режимом апартеида.

Доктор Ричард Краваттс из Бостонского университета, проанализировав отношение к евреям и Израилю в мире, пришёл к выводу, что публикации об Израиле, включая обвинения в апартеиде, абсолютно несбалансированы. По мнению учёного, пропагандистская война против Израиля, ведущаяся арабскими странами, делается с целью «отвлечения внимания граждан собственных стран от вопросов внутренней политики и всепоглощающей коррупции и, вместо этого, формирования абсолютной ненависти к еврейскому государству». Строительство защитной стены, призванной предотвратить проникновение террористов, СМИ называют «стеной апартеида», формируя искажённое мнение, что якобы «положение палестинцев ничем не отличается от той ситуации, в которой оказалось чёрное население южноафриканских бантустанов».
Доктор Митчелл Бард утверждает, что ограничения, наложенные на жителей ПНА, вызваны требованиями безопасности и связаны с непризнанием арабами Израиля и стремлением его разрушить, в то время как чернокожие в Южной Африке не |стремились разрушить государство, а лишь возражали против режима апартеида.
Американский журналист арабского происхождения Джозеф Фара пишет, что проблема состоит в том, что в данном случае в преступлениях обвиняются жертвы, а расизм — это политика властей ПНА:

Израиль является единственным государством на Ближнем Востоке, которое защищает права арабов — избирательное право, свободу слова, свободу публиковать газеты, протестовать против политики правительства. Арабы Палестинской автономии, однако, проводят официальную политику, по которой евреям запрещено жить на территории ПА и будущего государства. Это официальная политика этнической чистки. Это официальная политика геноцида.

Требование депортировать евреев с территории ПНА и запретить им жить на территории будущего палестинского государства поддерживается многими палестинцами. Председатель Палестинской национальной администрации, он же — председатель ФАТХ Махмуд Аббас заявил, что не согласен «чтобы в палестинском государстве жил хотя бы один еврей».
Бывший губернатор штата Арканзас Майк Хаккаби сказал, что, не будучи евреем, поддерживает Израиль, поскольку «во всем регионе только в Израиле соблюдаются права и свободы граждан».
Министр внутренних дел Южной Африки Мангосуту Бутелези заявил, что «израильский режим не является апартеидом. Это уникальный случай демократии».
Ричард Голдстоун — бывший южноафриканский судья, работавший в Международных трибуналах и Комиссиях ООН, считающийся одним из нескольких либеральных судей, принимавших судебные решения и постановления, которые подорвали основы расистской системы апартеида в ЮАР, в своей статье в газете The New York Times под названием «Израиль и клевета об апартеиде» заявил:
В Израиле нет апартеида. Там ничего даже не приближается к определению апартеида в соответствии с Римской конвенцией 1998 года. Израильские арабы — 20 % населения — имеют право голоса, у них есть политические партии и представители в Кнессете, они занимают важные должности, в том числе в Верховном суде…
Премьер-министр Канады Стивен Харпер, выступая в Израиле в Кнессете, заявил:

Отвратительнее всего то, что в мире находятся силы, называющие Израиль государством апартеида. Подумайте об этой извращенной логике и соображениях, которые стоят за ней. Государство, основанное на принципах свободы, демократии и верховенства закона, ставшее убежищем для жертв самого бесчеловечного расистского эксперимента в мировой истории, кто-то осмеливается называть расистским. Подобная позиция вызывает только отвращение

### Критика достоверности данных, приводимыми рядом неправительственных организаций
Ряд источников обвиняют организацию «Бецелем» в искажении информации, скрытии неудобных фактов, и даже в их подтасовке. «Бецелем» также обвиняют в попытках «обелить террористов» и в предоставлении недостоверных статистических отчётов.
Ряд источников критикует «Шалом Ахшав» за антиизраильскую, по их мнению, деятельность движения, финансируемую при этом другими государствами. Одним из примеров некорректной информации, предоставляемой организацией «Шалом Ахшав», является её утверждение о том, что 86,4 % территории города Маале Адумим расположено на частной арабской земле, но «когда были подняты и обнародованы соответствующие регистрационные записи, организация согласилась, что, возможно, около половины процента (0.54 %) земли, занимаемой общиной, принадлежала арабам; но даже эта цифра весьма спорна».

## Обвинения в апартеиде по отношению к арабам, гражданам Израиля

### Суть обвинений
В Израиле, в пределах границы 1967 года, проживает 1,5 миллиона арабов, обладающих израильским гражданством, в отличие от арабских жителей контролируемых территорий, израильским гражданством не обладающих. Юридически граждане Израиля — арабы обладают теми же правами, что и евреи. Однако ряд авторов обвиняет Израиль в апартеиде по отношению к собственным гражданам — арабам и другим гражданам неевреям. Среди обвинений:
- Закон о возвращении (иммиграции) в Израиль касается только евреев.
- В 2003 году был введен запрет на предоставление гражданства либо статуса временного жителя Израиля для супругов граждан, если этот супруг или супруга является гражданином Афганистана, Ирака, Ирана, Йемена, Ливана, Ливии, Пакистана, Судана и Палестинской национальной администрации (ПНА), и для детей от таких браков старше 12 лет[88]. Этот запрет имеет особое значение именно для арабских граждан, поскольку именно у них часты браки с арабами ПНА[89][90].
- До недавнего времени[уточнить] устав Еврейского Национального Фонда, в распоряжении которого находилось 11 % земли Израиля, запрещал передачу земли в аренду неевреям[87].
- До 2002 года в израильском удостоверении личности существовала графа национальности. В 2002 году правительство Израиля приняло решение об отмене этой графы[6].
- Как правило, еврейские и арабские граждане Израиля проживают в раздельных населенных пунктах, а в городах со смешанным населением в отдельных районах. Еврейские и арабские дети, как правило, обучаются раздельно. Однако эти явления не носят узаконенный характер. По данным газеты Guardian, согласно правительственному отчету Израиля за 1992 год, на еврейского ученика выделялось в среднем в 2 раза больше средств, чем на арабского[87].
- Размеры финансирования еврейских и арабских населенных пунктов отличаются в пользу первых. По данным газеты «Гардиан», Министерство строительства Израиля в 2002 году выделило в среднем 14 фунтов стерлингов на душу населения для развития арабских населённых пунктов, в то время как в еврейском секторе эта сумма составляла 1500 фунтов на душу населения. Из 35 миллионов фунтов, направленных на развитие сети здравоохранения, лишь 200 тысяч (менее 1 %) предназначались для арабских населённых пунктов (при том что 20 % граждан Израиля-арабы)[87].
- Существует неузаконенная дискриминация по отношению к арабам в различных сферах[91].

### Критика обвинений в апартеиде по отношению к арабам-гражданам Израиля
По словам корреспондента Би-би-си в Иерусалиме Джона Лейна, «израильские арабы давно уже жалуются на дискриминацию, однако правительство настаивает на том, что они обладают большими правами, чем в каком-либо другом государстве на Ближнем Востоке».
Министр иностранных дел Израиля Авигдор Либерман отмечает, что арабская партия, представители которой в израильском парламенте регулярно обвиняют Израиль в апартеиде, заявили даже на слушаниях в Верховном суде Израиля, что их целью является прекращение существования Израиля как еврейского сионистского государства. Он также сказал, что «линия разделения в политике проходит сегодня не между еврейскими и арабскими партиями, а между теми, которые поддерживают террор и теми, которые ему сопротивляются».
Историк Бенни Моррис в связи с этим утверждает, что израильская политика по отношению к арабам диктуется соображениями безопасности, а не расизма (хотя существуют израильтяне, придерживающиеся расистских взглядов), и свобода, предоставленная арабским политикам и активистам, ратующим за уничтожение Израиля, намного больше той свободы, которая предоставляется в США и Европе местной оппозиции. По мнению Бенни Морриса, в США конгрессмен, призвавший к ликвидации Соединённых Штатов, будет сидеть в тюрьме, а не в парламенте.
Американский политолог Даниэль Пайпс пишет, что палестинские арабы часто называют Израиль примером лучшего соблюдения прав граждан, включая арабов, по сравнению с политикой властей Палестинской автономии. Он же отмечает, что запрет на предоставление гражданства и постоянного вида на жительство в Израиле супругам арабских граждан с территорий возник в связи с тем, что с 1994 по 2002 годы число переехавших по этим основаниям составило 137 тысяч человек (2 % населения страны!) и большинство этих браков были фиктивными или полигамными. Пайпс считает, что такие данные свидетельствуют о том, что таким способом реализуется так называемое «право на возвращение» с целью подорвать еврейский характер Израиля. Кроме прочего, такие лица составили 11 % среди принимавших участие в террористической деятельности израильских арабов, в том числе убили 19 израильтян и ранили 83. Пайпс указывает, что аналогичные правила предоставления гражданства при воссоединении семей действуют в Дании, Нидерландах и Австрии.
Обвинения в апартеиде опровергаются также некоторыми израильскими арабами.
Ряд правых израильских политиков и общественных деятелей полагают, что происходит ущемление интересов еврейского населения в пользу арабов. Они утверждают, что арабы вытесняют еврейское население, не выполняют законов, не платят налогов и фактически формируют неуправляемые анклавы, в которых процветают воровство и наркоторговля.

#### Факты о положении арабов-граждан Израиля
Арабы в Израиле имеют равное с евреями право голоса. Арабы в Израиле интегрированы в экономическую и политическую жизнь страны. В частности, арабские партии и депутаты представлены в Кнессете.
В 2001 году Салах Тариф, представитель общины израильских друзов, стал министром без портфеля, однако через 9 месяцев ушёл в отставку по обвинению в коррупции. В 2007 году министром культуры Израиля стал араб-мусульманин, известный профсоюзный деятель Ралеб Маджадле, член партии Авода. В Верховном суде Израиля один из судей, Салим Джубран — араб. Исмаил Хальди — первый израильский высокопоставленный дипломат-бедуин — в 2006 году он был назначен заместителем генерального консула Израиля в Сан-Франциско. Есть и другие израильские арабы — послы и консулы, включая бывшего замминистра иностранных дел Маджали Вахабе.
В 2002 году Верховный суд постановил, что правительство не имеет право при раздаче земельных участков учитывать религиозную и этническую принадлежность.
Израильские арабы пользуются всеми гражданскими правами и рядом льгот, которые не распространяются на евреев.
В частности:
- второй государственный язык в Израиле — арабский[105]. После принятия в 2018 году закона о еврейском характере Государства Израиль арабскому языку предоставлен лишь «особый статус»[106].
- на арабов не распространяется всеобщая воинская повинность[102]
- существуют государственные школы с преподаванием на арабском языке[102][105]
- арабы имеют социальное страхование и бесплатное медицинское страхование
- арабы имеют право голоса, имеют свои партии и своих парламентариев[103]
- существует государственное теле- и радиовещание на арабском языке[105]
- арабская молодёжь учится в государственных вузах и получает стипендии; арабские абитуриенты имеют льготные условия для поступления в ВУЗ[107][108]
- в государственных университетах для арабских студентов созданы мечети, чтобы они могли молиться[109]
- на развитие арабской культуры еврейское государство ежегодно выделяет крупные суммы
- арабские населённые пункты имеют спортивные клубы, которые также оплачиваются государством

Израильские арабы в целом беднее евреев, однако выходцы из арабских стран в Европе живут в ещё большей бедности, чем в Израиле, и это не является основанием для каких-либо обвинений стран Евросоюза в апартеиде. Министерство финансов Израиля утверждает, что относительно низкий уровень жизни израильских арабов связан, в частности, с высокой долей многодетных семей.

## Сравнение с положением граждан некоторых арабских стран
Доктор политологии Митчелл Бард пишет, что критики положения арабского населения в Израиле обычно не сравнивают правовое положение арабов в Израиле и арабов в арабских странах. По мнению Барда гражданские права арабов в Израиле защищены гораздо лучше. Одним из характерных примеров являются права женщин.
В Израиле равными с мужчинами правами пользуются и арабские женщины. Согласно Барду, женщины в Саудовской Аравии, Сирии, Египте, Ливане и других странах дискриминированы законом и особенно на практике. В том числе в Саудовской Аравии они лишены права голоса. При этом, согласно Барду, в большинстве арабских стран замужней женщине для выезда за границу требуется письменное разрешение мужа. В сельских местностях ряда арабских стран (например в Египте и Саудовской Аравии) «распространены ритуальные половые увечья» и практически ненаказуемы семейные изнасилования.
В отчёте Arab Human Development Report, подготовленном группой арабских исследователей для программы ООН UN Development Report в 2002 году, сделан вывод, что «показатель свободы» (freedom score) в арабских странах самый низкий из всех стран 7 регионов мира. По ряду других показателей, характеризующих положение с правами человека, они также занимают последние места.

## Мнение некоторых израильских учёных и политиков
Как правило, израильские социологи и политологи, рассматривающие отношения между арабами и евреями в Израиле и на контролируемых территориях, отмечают напряжённость между этническими группами, но обычно не употребляют термин «апартеид».
Тем не менее, некоторые политики и бывшие высшие чиновники использовали этот термин.
После Шестидневной войны министр иностранных дел Израиля того времен, Абба Эвен, заявил, что установление израильских законов на захваченных территориях и включение их в израильскую экономическую систему «создаст апартеид». С ним не согласился Моше Даян, который считал, что палестинцы могли бы стать частью израильской экономики без получения израильских гражданских прав (прототип теории «экономического мира»), и что сохранение территорий заставит арабские государства признать Израиль и вести с ним переговоры (его «теория новых отношений»).
3 февраля 2010 года Эхуд Барак, министр обороны Израиля, заявил, что альтернативой мирному соглашению с палестинцами станет либо «государство апартеида» либо двунациональное государство, в котором не будет еврейского большинства в составе населения.
Шуламит Алони, занимавшая пост министра образования Израиля в 1992—1993 гг., в 2007 году заявила, что «…государство Израиль практикует свою, довольно насильственную, форму апартеида по отношению к местному палестинскому населению».
Михаэль Бен-Яир, генеральный прокурор Израиля в 1993—1996 гг., в своей статье, опубликованной в израильской «Гаарец» в 2002 году, пишет: «Страстно желая удержать оккупированные территории, мы создали 2 юридические системы: первая — прогрессивная, либеральная — в Израиле; другая — жестокая, несправедливая — на оккупированных территориях. Действительно, мы установили режим апартеида на оккупированных территориях сразу же после их захвата».